# 恋の手ほどき (1958年の映画)
『恋の手ほどき』（こいのてほどき、英語: Gigi）は、1958年のアメリカ映画である。シドニー＝ガブリエル・コレットの小説『ジジ』のミュージカルを映画化。『ブリガドーン』『マイ・フェア・レディ』のコンビフレデリック・ロウが作曲、アラン・ジェイ・ラーナーが作詞している。アメリカ国立フィルム登録簿に永久保存登録されている。
第31回アカデミー賞にて、作品賞を始めとする9部門を受賞した。

## ストーリー
行儀作法のしつけを受けて淑女へと成長していく無邪気な少女の恋模様を描いている。

## キャスト
※括弧内は日本語吹替（初回放送1975年2月17日『月曜ロードショー』）
- ジジ：レスリー・キャロン（杉山佳寿子）
- ホノール・ラシュイユ：モーリス・シュヴァリエ（田中明夫）
- ガストン・ラシュイユ：ルイ・ジュールダン（羽佐間道夫）
- マミタ：ハーミオン・ジンゴールド
- アリシアおばさん：イザベル・ジーンズ
- リアーネ：エヴァ・ガボール

## 主な受賞
- アカデミー賞：作品賞、監督賞、脚色賞、撮影（カラー）賞、ミュージカル映画音楽賞、歌曲賞、美術監督・装置賞、衣装デザイン賞、編集賞
- ゴールデングローブ賞：作品賞（ミュージカル部門）、助演女優賞、監督賞
- グラミー賞：映画音楽賞